# Rossau (Szászország)
Rossau település Németországban, azon belül Szászország tartományban. Lakosainak száma 3467 fő (2023. december 31.). Rossau Kriebstein, Hainichen és Mittweida községekkel határos.

## Népesség
A település népességének változása:
| Lakosok száma | 3572 | 3531 | 3500 | 3483 | 3467 |
|               | 2017 | 2019 | 2021 | 2022 | 2023 |